# Ain Thrid
Ain Thrid (em árabe: عين الثريد) é uma comuna localizada na província de Sidi Bel Abbès, Argélia. De acordo com o censo de 2008, a população total da cidade era de 2 373 habitantes.